# Cyrtophora hainanensis
Cyrtophora hainanensis là một loài nhện trong họ Araneidae. Chúng được miêu tả năm 1990 bởi Chang-Min Yin et al..